# 胡雷-上弗拉凱
胡雷-上弗拉凱（荷蘭語：Goeree-Overflakkee，荷蘭語發音：[ɣuˌreː ˈoːvərflɑˌkeː]）是荷蘭的一個島嶼，也是一個市鎮，屬於南荷蘭省。胡雷-上弗拉凱於2013年1月1日由原市镇迪尔克斯兰、胡德雷德、米德尔哈尼斯和东弗拉凯合并而成。

## 外部連結
- 官方网站